# Wang Rong

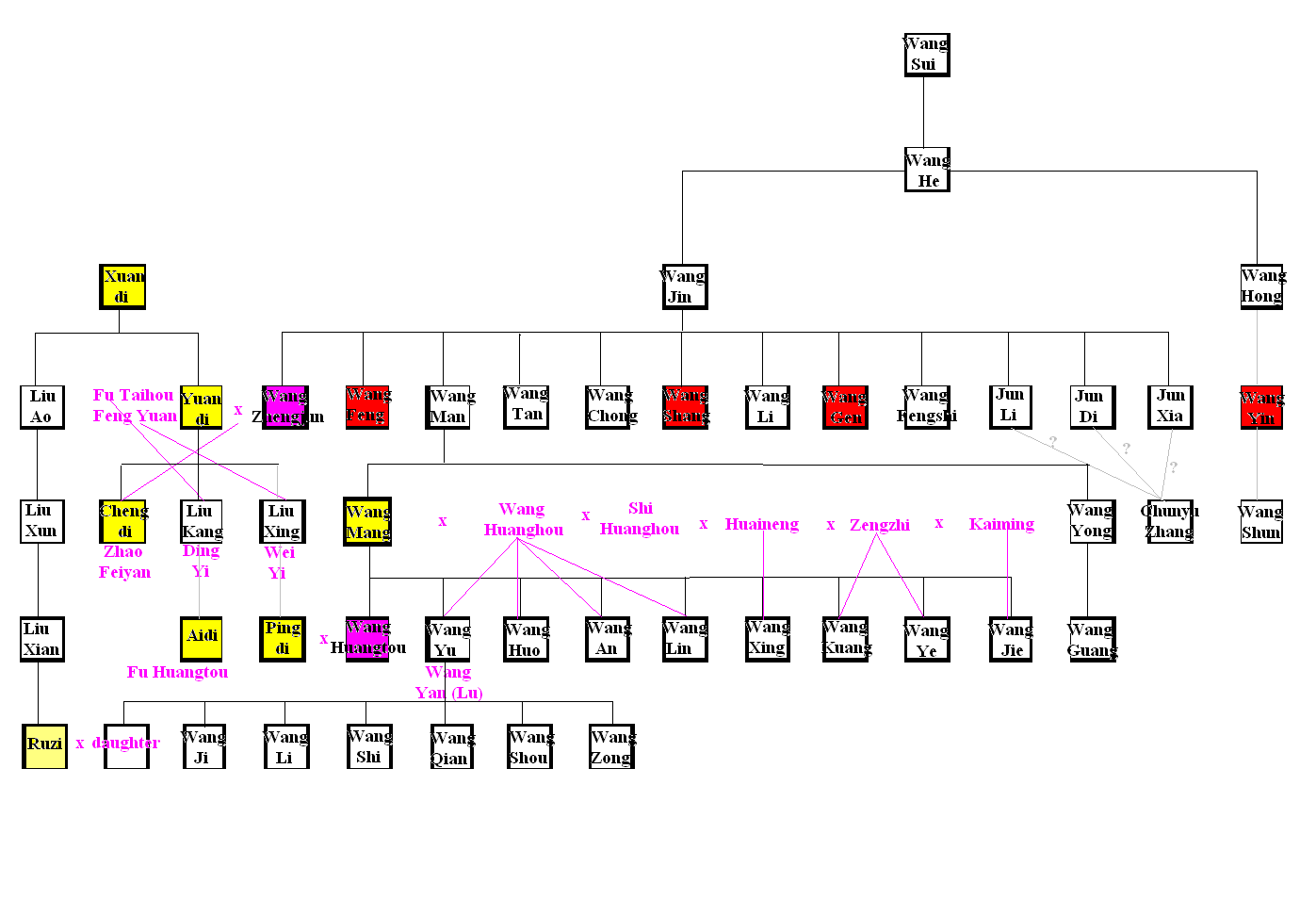
Stamboom van de familie Wang

Wang Rong (†?) was een hoge Chinese functionaris uit de eerste eeuw na Chr. Hij was een neef van de latere Chinese keizer Wang Mang en een zoon van Wang Li, die op zijn beurt een halfbroer was van keizerin-weduwe Wang Zhengjun. Wang Rong behoorde zo tot de familie die aan het einde van de Westelijke Han-dynastie (en onder de Xin-dynastie) de feitelijke politieke macht bezat.

## Biografie
Toen hun oom Wang Gen in 8 v.Chr. aftrad als opperbevelhebber (Da Sima, 大司馬) waren zowel Wang Mang als zijn neef Chunyu Zhang (淳于長, †8 v.Chr.) kandidaat-opvolgers. Met behulp van keizerin Wang Zhengjun werd Chunyu na beschuldigingen van omkoping verbannen uit de hoofdstad Chang'an. Chunyu liet Wang Rong dure geschenken overhandigen aan zijn vader Wang Li in de hoop dat hij zou pleiten in zijn voordeel bij het conflict met Wang Mang. Chunyu werd echter gevangen genomen en stierf in gevangenschap. Later werd ook Wang Li in verband gebracht met dit conflict en in 1 v.Chr. eveneens verbannen. De eigenlijke reden was echter de makkelijke toegang die Wang Li als de enige nog levende (half)broer had tot keizerin-weduwe Wang Zhengjun. Hij kon haar zo van onafhankelijke adviezen voorzien. Dit wilde Wang Mang verhinderen door haar zoveel mogelijk van onafhankelijke raadgevers te isoleren.
De biografie van Wang Rong staat vermeld in juan 93 (biografieën van vleiers) van het Boek van de Han.